# ケニー・G
ケニー・G（Kenny G、正式名 ケネス・ゴアリック - Kenneth Gorelick、1956年6月5日 - ）は、アメリカ合衆国のジャズサクソフォーン奏者。
1980年代、スムーズジャズの第一人者として活躍し、特にアリスタ・レコード時代には大きなセールスを記録した。主にソプラノ・サクソフォーン奏者として知られるが、アルト・サクソフォーン、テナー・サクソフォーン、ウインドシンセサイザーなどを演奏することもある。

## 経歴
ワシントン州シアトルにてユダヤ系の家庭に生まれた。母親から与えられたサックスでグローヴァー・ワシントン・ジュニアのコピーなどから奏法を学ぶ。学生バンドを経て1973年に17歳でバリー・ホワイトのバックバンド「ラヴ・アンリミテッド・オーケストラ」に参加してプロ活動を開始。ワシントン大学卒業後にはジェフ・ローバーの率いるジェフ・ローバー・フュージョンに加入し、2枚のアルバムに参加。
1982年にアリスタ・レコードからケニー・G名義でソロ・デビュー。以降、多数のソロ・アルバムを発売すると共に、ホイットニー・ヒューストン、ナタリー・コール、マイケル・ボルトン、アレサ・フランクリンら多くの音楽家とのコラボレーションを行っている。
1987年に『デュオトーンズ』からシングルカットされた「ソングバード」がビルボードのポップチャートで4位を記録。インストゥルメンタル曲としては異例の大ヒットとなる。1992年には『ブレスレス』が全米2位を記録し、同アルバムに収録された「フォーエヴァー・イン・ラヴ」は1994年に第36回グラミー賞で最優秀インストゥルメンタル作曲賞を受賞。

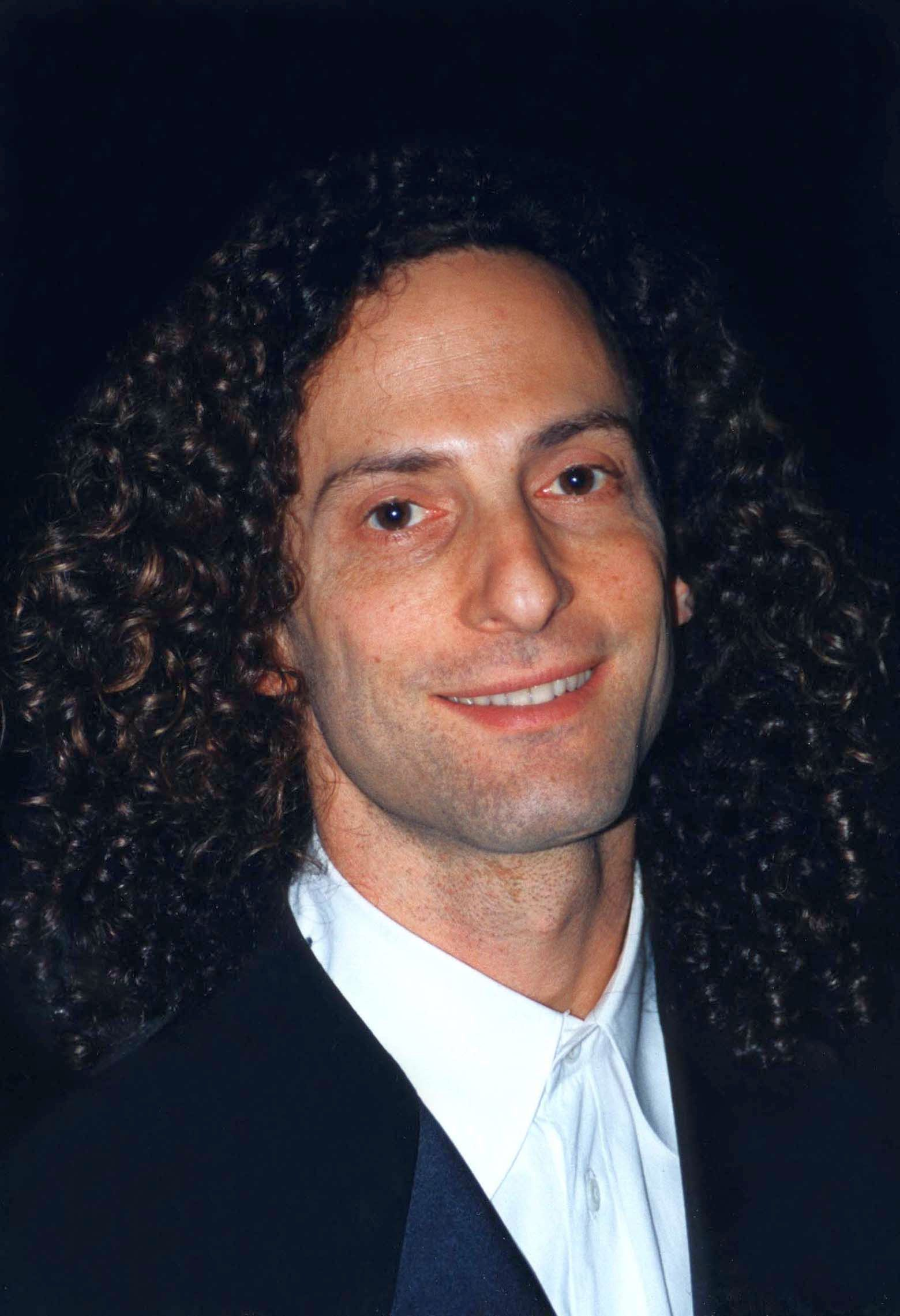
1998年

1997年、「最も長いロングトーンをするサックス奏者（45分47秒）」（→循環呼吸）として、また1999年には「累計アルバム売上枚数の最も多いジャズ・アーティスト」として、それぞれギネスブックにも掲載されている（ただし前者に関しては、コスタリカのサックス奏者ジョバンニ・エスカリエンテが、非公式ながら90分45秒の記録を持つとの主張もある）。
2008年、長年所属していたアリスタ・レコードを離れ、コンコード・レコードに移り、ラテン音楽を中心とした『ロマンスの足おと』を発表。2010年のアルバム『ハート・アンド・ソウル』は、ロビン・シックやベイビーフェイスといったゲスト・ボーカリストを迎えて制作された。

## 批評
彼のヒットにより、彼に類似した音楽性（ポップス性）を持つアーティストが1990年代から多く出てきた。このようなことから彼はスムーズジャズを推進したアーティストといえるが、一方で彼の音楽性は『ジャズに非ず』というのがジャズやフュージョンの奏者からの批判である（そもそもフュージョンをジャズと分離して考える論者もいるが）。ジャズ史上最も著名なアーティストの一人ルイ・アームストロングの曲をオーバーダビングした曲を『クラシックス〜キー・オブ・ケニー・G』で発表したとき、パット・メセニーやリチャード・トンプソンはこれを厳しく批判した。このような批判と彼の功績ー功罪をもって、「別格」と彼を称する者も多い。

## エピソード
TBSテレビで年始に放送されているバラエティ特番『さんま・玉緒のお年玉あんたの夢をかなえたろかスペシャル』で「ケニー・Gと一緒に演奏して、急性骨髄性白血病で亡くなった父親に聴かせてあげたい」といった依頼者の女子高生（当時高校2年生）の夢をかなえたことがある（「レーベルの契約上、一緒に演奏することはできないが、演奏を聴くことはできる」という条件の下で行われた）。依頼者が彼の前で演奏したのは彼の代表曲でもある「The Moment」（当初は依頼者の父親が生前好きだった石原裕次郎の『夜霧よ今夜も有難う』を演奏する予定だった）で、演奏中に最後のワンフレーズだけ依頼者とセッションした。お返しに依頼者とその家族（母親と妹）に向けて『夜霧よ今夜も有難う』を生演奏でプレゼントしている。その夢がかなった依頼者は現在、東京国際学園高等部の教員として活動している。

## ディスコグラフィ

### スタジオ・アルバム
- 『シティ・ライツ』 - Kenny G (1982年、Arista)
- 『G・フォース』 - G Force (1984年、Arista)
- 『愛のめざめ』 - Gravity (1985年、Arista)
- 『デュオトーンズ』 - Duotones (1986年、Arista)
- 『シルエット』 - Shilhouette (1988年、Arista)
- 『ブレスレス』 - Breathless (1992年、Arista)
- 『ミラクルズ』 - Miracles: The Holiday Album (1994年、Arista)
- 『ザ・モーメント』 - The Moment (1996年、Arista)
- 『クラシックス〜キー・オブ・ケニー・G』 - Classics: in the Key of G (1999年、Arista)
- 『フェイス』 - Faith: A Holiday Album (1999年、Arista)
- 『パラダイス』 - Paradise (2002年、Arista)
- 『ウィッシズ』 - Wishes: A Holiday Album (2002年、Arista)
- 『デュエット』 - At Last... The Duets Album (2004年、Arista)
- 『ムード・フォー・ラヴ』 - I'm in the Mood for Love... The Most Romantic Melodies of All Time (2007年、Arista)
- 『ロマンスの足おと』 - Rhythm & Romance (2008年、Concord)
- 『ハート・アンド・ソウル』 - Heart & Soul (2010年、Concord)
- 『ナマステ』 - Namaste (2012年、Concord)
- 『ブラジリアン・ナイツ』 - Brazilian Nights (2015年、Concord)

### ライブ・アルバム
- 『ケニー・G・ライヴ』（ゴーイング・ホーム） - Kenny G Live (1989年、Arista)
- An Evening of Rhythm & Romance (2009年、Eagle Rock)

### コンピレーション・アルバム
- 『モンタージュ〜ケニー・G・グレイテスト・ヒッツ』 - Montage (1990年、Arista)
- 『グレイテスト・ヒッツ』 - Greatest Hits (1997年、Arista)
- Ultimete Kenny G (2003年、Arista)
- 『ウィンター・ワンダーランド〜ザ・グレイテスト・ホリデイ・クラシックス』 - The Greatest Holiday Classics (2005年、Arista)
- 『エッセンシャル・ケニー・G』 - The Essential Kenny G (2006年、Arista)

### 映像作品
- 『ケニー・G/ライブ』 - Kenny G Live (1990年、Arista)
- 『ロマンスの足おと〜Rhythm & Romance コンサート 2008』 - An Evening of Rhythm & Romance (2009年、Eagle Vision)
- 『ライヴ・アット・モントルー1987/1988』 - Live At Montreux 1987 / 1988 (2010年、Eagle Vision)

## TV出演
- みゅーじん（テレビ東京）2006年2月18日